# Ђурђевска скупштина у Крагујевцу (1829)
Ђурђевска скупштина у Крагујевцу је одржана 10. маја 1829.

## Ђурђевска скупштина 1829. године
Ђурђевска скупшпина, одржана 10. маја 1829, обична је старешинска скупштина на којој је утврђиван порез. Књаз Милош је отворио скупштину једном беседом у мојој је скупштинармма јасно оцртао спољно-политички положај Србије и других држава. Рат између Русије и Турске трајао је још увек; од Србије се тражи да остане у миру; ако би ми, под таквим околностима, нарушили мир, какву би корист од тога имали? Милош саветује одржавање реда и мира у земљи, јер ће се миром постићи више него ратом, a ратовати се не може већ и ради тога што је лањска жетва подбацила.
Град је 1828. побио и оштетио многа села, па је опасност од глади била велика. То је једна од најнероднијих година из времена прве Милошеве владе. Књаз Милош је у току јесени наредио да се храна никамо не продаје на страну, a да се од имућнијих лица прикупи у општинама по нешто хране у кошеве па да се, кад наступи глад и потреба семена за сетву, дели сиротињи. „И сиротиња су наша браћа!" каже књаз Милош у беседи, „браћу не треба пустити да од глади мре... То је дужност христијанска."